# Giuseppe Alasia
Giuseppe Alasia (né le 13 juin 1820 à Turin et mort le 22 septembre 1893 à Rome) est un homme politique italien.

## Biographie
Il a été député du royaume de Sardaigne durant la VIIe législature.
Il a été député du royaume d'Italie durant la VIIIe législature et la XIe législature. Il a également été préfet d'Aquila de Bari et de Ravenne.
En 1871, il a écrit Lettere Sul Decamentro.